# 保育士
保育士（ほいくし、英: Childcare Worker）は、一般に保育所など児童福祉施設において子供の保育を行う者。
保育士資格は日本の国家資格および名称独占資格の1つである。根拠法令は児童福祉法であり、その第18条の4で「この法律で、保育士とは、第18条の18第1項の登録を受け、保育士の名称を用いて、専門的知識及び技術をもって、児童の保育及び児童の保護者に対する保育に関する指導を行うことを業とする者をいう」と定義されている。
学歴によっては保育士と幼稚園教諭免許状の双方の国家資格を取得することも可能である。

## 名称
1999年以前の正確な資格名は「保母」であった。それまで、この職業に従事する者は、ほぼ例外なく女性であったが、1985年の男女雇用機会均等法や1999年の男女共同参画社会基本法の制定を契機として、1990年代から徐々に男性保母の就労数も増えていった。
保母に対しては「保母さん」という敬称や呼びかけを用いるのが通例であったが、男性に対して保母さんと呼ぶことへの抵抗感から保父（ほふ）という言葉がつくられ、「保父さん」という呼びかけが用いられた。しかし、あくまでも正式な名称は「保母」であるため、公式文書の職業欄には「保母」と記入する必要があった。
総務庁行政監察局（当時）の行政相談に意見が寄せられ、これを契機に名称の見直しがなされ、1999年4月1日、男女雇用機会均等法の大幅な改正に伴い、児童福祉法施行令が改正され性別に依存しない現在の「保育士」に改称された。
なお、保育士と似たような名称の変遷をたどったものに、「看護婦と看護師（または看護士）」などの例がある。詳細はポリティカル・コレクトネスを参照。

## 保育士資格を取得する方法
児童福祉法第18条の6に基づき、厚生労働大臣の指定する保育士を養成する学校その他の施設で所定の課程・科目を履修し卒業するか、保育士試験に合格するかのいずれかの方法がある。前者の施設は指定保育士養成施設といい、指定された科目を全て履修し、保育園と児童福祉施設での校外実習へ行き卒業すると保育士の資格を取得することができる（厳密には、保育士試験の願書は提出するが、全科目免除で合格扱いとなる）。また、公共職業安定所が行う公共職業訓練において、保育士養成コースが設定される場合もあり、それに沿った方法での取得も可能である（訓練先によっては、幼稚園の教育職員免許状も併せて授与されるケースもある）。
後者の保育士試験は、受験資格に短大卒業程度以上が必要だが、1991年3月31日以前に高等学校を卒業した者でも受験資格がある。これは1991年4月1日以降から受験資格が短大卒業程度以上に引き上げられたことによる経過措置であり、 高等学校の保育科の場合は1996年3月31日以前の卒業で受験資格がある。

### 欠格事項
以下の者は保育士となることができない（児童福祉法第18条の5）。
1. 心身の故障により保育士の業務を適正に行うことができない者として厚生労働省令で定めるもの
2. 拘禁刑以上の刑に処せられ、その執行を終わり、又は執行を受けることがなくなった日から起算して2年を経過しない者
3. 児童福祉法の規定その他児童の福祉に関する法律の規定であって政令で定めるもの[注 1]により、罰金の刑に処せられ、その執行を終わり、又は執行を受けることがなくなった日から起算して2年を経過しない者
4. 保育士の登録を取り消され、その取消しの日から起算して2年を経過しない者
5. 国家戦略特別区域法第12条の5第8項において準用する第18条の19第1項第2号又は第2項の規定により登録を取り消され、その取消しの日から起算して2年を経過しない者

成年被後見人又は被保佐人を欠格条項とする規定については、令和元年6月14日に公布された「成年被後見人等の権利の制限に係る措置の適正化等を図るための関係法律の整備に関する法律」によって削除され、心身の故障等の状況を個別的、実質的に審査し、必要な能力の有無を判断することとなった。

## 保育士試験

### 受験資格
大学等（大学院、大学、短期大学、高等専門学校、専門学校のいずれか）を卒業するか、高等学校の2年制保育専攻科を修了するか、大学に2年以上在学し62単位以上を修得していれば誰でも受験することができる。見込みでも受験することは可能だがその場合受験結果は仮となり、後日卒業・単位取得を証明する書類を提出しなければ受験結果が無効となる。また上記のように経過措置として高等学校を卒業した者でも受験資格が得られる場合がある。
このほか児童福祉施設において一定期間以上児童の保護に従事していた経験があれば、高等学校卒業、中等教育学校卒業、中学校卒業のいずれかでも受験資格を得ることができる。

### 試験内容及び科目
保育士試験は、筆記試験と実技試験によって行われ、筆記試験に全科目合格した者のみ、実技試験を受験することができる（児童福祉法施行規則6条の10第1項）。

#### 筆記試験
保育士試験は科目別の合格制をとっており、各科目とも6割以上得点すれば合格となる。一度合格した科目は翌々年までの3年間有効で、例えば4科目が合格点に達していた場合、その4科目について合格証が交付され、次の保育士試験では残りの科目のみを受験すればいい。ただし教育原理と社会的養護は同一年に両方合格しなくてはならず、片方の合格を翌年以降持ちこすことはできない。既に合格している科目でも再受験が認められており、合格すればその年から更に3年間有効となり仮に不合格でも以前の合格が取り消され有効期限が短縮されることはない（2013年と2021年の保育士試験で試験科目がそれぞれ一部変更されている）。
|       | 科目             | 満点 |
| ----- | ---------------- | ---- |
| 1日目 | 保育の心理学     | 100  |
| 1日目 | 保育原理         | 100  |
| 1日目 | 児童家庭福祉     | 100  |
| 1日目 | 社会福祉         | 100  |
| 2日目 | 教育原理※        | 50   |
| 2日目 | 社会的養護※      | 50   |
| 2日目 | 子どもの保健     | 100  |
| 2日目 | 子どもの食と栄養 | 100  |
| 2日目 | 保育実習理論     | 100  |

- ※印の科目は、同一年度に両方合格する必要がある。
- 太字の科目は、幼稚園教諭免許状（かつての1級または2級の幼稚園教諭普通免許状を含む）を有する者への免除対象科目である。
- 斜体字の科目は、三福祉士のいずれかの国家資格を有する者への免除対象科目である。

#### 実技試験
筆記試験全科目合格者のみ実技試験を受験することができる。なお、幼稚園教諭免許状（かつての1級または2級の幼稚園教諭普通免許状を含む）を有する者は実技試験が免除されるため、筆記試験が通ればその時点で合格となる。
試験は、次の3分野の中から2分野を選択し、両分野とも6割以上の得点を得られれば合格となる。「音楽表現に関する技術」については課題曲、「言語表現に関する技術」については課題のお話がそれぞれ事前に与えられているが、「造形表現に関する技術」は、その場で問題文が提示される。なお、2021年の保育士試験より、実技試験の各科目名称が変更される予定となっている。
- (1)音楽表現に関する技術
- (2)造形表現に関する技術
- (3)言語表現に関する技術

### 幼稚園教諭免許所有者を対象とした科目免除
種別を問わず幼稚園教諭免許状所有者（かつての1級または2級の幼稚園教諭普通免許状を含む）が保育士試験を受験する場合、免除申請を行うことで「保育の心理学」・「教育原理」・「実技試験」が受験免除となる。その他の科目についても指定保育士養成施設で受験科目に対応する教科目を習得していた場合、その受験科目は免除される。このため場合によっては全科目免除となる場合もあり得るが、その場合でも通常の受験と同様11月ごろに送付される合格通知書をもって合格となる。

#### 幼保一元化に対応した保育士資格取得の特例
また、平成27年度から平成31年度（後に、令和6年度まで、更に令和11年度までに変更）実施の保育士試験までは、新たに設置される「幼保連携型認定こども園」での職員(仮称・保育教諭)は「幼稚園教諭免許状」と「保育士資格」の両方の免許状・資格を有することを原則としており、こども園への円滑な移行を進め幼稚園教諭免許状と保育士資格の併有を促進するために上記の科目免除とは別の特例措置がある。特例措置を受けるには幼稚園教諭免許状に加え、幼稚園などで3年以上かつ4320時間以上の勤務経験が必要となる。
特例制度の条件を満たした上で、保育士養成施設で指定された特例教科目(以下の4科目区分、8単位以上)を履修することで、全科目免除の扱いで保育士試験の願書を提出し、保育士試験に合格となることで、資格を得られる。
令和5年度以降は、上記の条件を満たし、かつ認定こども園で2年以上かつ2880時間以上の勤務経験を有する場合、保育士養成施設で指定された特例教科目(以下の4科目区分、6単位以上)の履修に減免される特例が設けられた。
このため、従来の特例は3年特例、こども園勤務経験者向けの新特例は2年特例と便宜上区別される。
特例科目は、
- 福祉と養護(講義 2単位)
- 子ども家庭支援論(講義 2単位/2年特例適用時1単位)
- 保健と食と栄養(講義 2単位)
- 乳児保育(演習 2単位/2年特例適用時1単位)

で構成される。
特例科目は、大学通信教育で開講されるケースもあるが、演習科目は、一部スクーリング形式になるケースが多い。特例科目の受講時点で幼稚園などで3年以上かつ4320時間以上の勤務経験は不要だが、保育士試験の願書の提出時点で実務要件をそろえれば問題ないとされるため、見込みで受講だけとりあえずするのは構わないとしている。
なお、幼稚園教諭免許状を有する者が特例教科目を履修しなくても、保育士試験の受験に当たっては、「保育の心理学」・「教育原理」・「実技試験」が免除される。

### 三福祉士資格所有者を対象とした科目免除
介護福祉士、社会福祉士または精神保健福祉士（いわゆる、三福祉士）が保育士試験を受験する場合、免除申請を行うことで「社会福祉」・「子ども家庭福祉」・「社会的養護」が受験免除となる。その他の科目についても指定保育士養成施設で受験科目に対応する教科目を修得していた場合、その受験科目は免除される。このため場合によっては全科目免除となる場合もあり得るが、その場合でも通常の受験と同様11月ごろに送付される合格通知書をもって合格となる。

### 合格後
合格してもその時点で保育士として勤務できるわけではなく、登録事務処理センターを通じて各都道府県知事への登録が完了し知事から保育士証の交付を受けて初めて保育士の名称を用いて勤務することができる。保育士試験合格から登録完了までにはおおよそ2,3カ月程度を要する。なおこの登録は任意であり、保育士として勤務する予定がない場合は登録しなくても保育士資格が無効となることはないが、保育士の名称を用いて勤務することはできない。
保育士の主な就労先は保育士の資格を必要とする認可保育所、認可外保育施設（いわゆる無認可保育所、事業所内保育施設、病院内保育施設、へき地保育所、季節保育所）の他に、乳児院や児童養護施設、児童館、放課後児童クラブをはじめとした児童福祉施設、放課後等デイサービス、知的障害者に関わる施設や、病児保育士として病児保育を専門に行う病児保育施設や、NPO等の民間団体が運営する訪問型病児保育事業者への就職もある。

#### 地域限定保育士
2015年（平成27年）通常国会で成立した「国家戦略特別区域法及び構造改革特別区域法の一部を改正する法律」により、創設された。資格取得後3年間は当該自治体内のみで、4年目以降は全国で、「保育士」として働くことができる。正式名称は「国家戦略特別区域限定保育士」で、全国で行われる前期保育士試験（筆記が4月下旬の土日、実技が7月上旬の日曜日）に加えて、2回目（後期保育士試験と同日、筆記が10月下旬の土日、実技が12月上旬の日曜日）の試験として行われる。地域限定保育士試験実施自治体は、

- 神奈川県、大阪府、沖縄県、千葉県・成田市（2015/平成27年）
- 宮城県・仙台市、大阪府（2016/平成28年）

## 保育士に関連する課題

### 保育士不足
保育所に入所することを希望しながらも、種々の理由により入所できない待機児童が、平成23年（2011年）4月1日時点で約2.5万人いる。そのため政府・地方自治体は待機児童の解消の施策により保育所等の増設を進めているが、大都市を中心に保育所や認可外保育施設の新設が進んだ地域では、保育士の人材不足という新たな課題に直面している。横浜市では、認可保育園が保育士不足により、休園する事例が出ている。
ただし、保育士の人材不足の原因の主因は、保育園の増加ではなく保育士の長時間労働とハードワーク、平均年収315万円という低賃金が主因であるとされる。。
国や地方自治体は保育士不足に対応するため、市区町村によって上限額があるものの単身者なら家賃の4分の3前後を補助している。

### 男性保育士
男性保育士は登録を取り消される割合が女性保育士の20倍以上となっている。2020年4月時点での保育士全体に占める男性は5%に満たないが、朝日新聞のアンケートによると、2020年12月までの10年間において、保育士登録を取り消された保育士は男性52人、女性39人、性別未回答が22人であった。そのうち、「不適切な性的関わり」が原因であった者は男性保育士35人（うち、教え子への行為が20人）であった。性的欲求を満たすために保育士資格を取得する男も存在する（静岡児童性的虐待事件）。
実刑判決が下された事件としては、2019年から2020年にかけて千葉県野田市の保育所で発生した事件（野田市園児性的暴行事件）や、2014年から2018年にかけて愛知県豊田市の保育所で発生した事件などがある。前者は懲役6年、後者は懲役9年の判決であった。また、2018年に起きた大阪府八尾市のこども園での園児への強制わいせつ事件では、園が休園する事態まで発展した。結果として約160人の園児が転園を余儀なくされ、園と八尾市は計550万円の損害賠償を保護者から提訴されることとなった。
2024年4月1日より子どもへの性暴力やわいせつ行為で国家資格の登録を取り消された経験のある保育士について、氏名や生年月日などの記録を一元管理するデータベースを導入する。保育所は採用の際に確認を義務付けをおこない、記録のある人の採用は慎重な判断が必要としている。
一方で男性保育士の有用性を挙げ、その増加に期待する向きもあり、千葉市長の熊谷俊人は「男性保育士活躍推進プラン」を策定し、具体的数値を掲げて男性保育士の支援を表明している。しかし、長年女性の職域であったため、待遇の不満や、就労に必要な設備（男子更衣室・男子トイレ等）が欠落している等の理由の他に、求人の段階で女性しか採用しないとする保育所も存在し、男性保育士の就労が阻まれている。

### 配置基準
2024年度から、4・5歳児の配置基準は子ども25人につき保育士1人、3歳児は子ども15人につき保育士1人、1・2歳児は子ども1人につき保育士1人、0歳児は子ども3人につき保育士1人である。しかし現場における実態はこれと大きく異なっている。

## 保育士の登場する作品

### テレビドラマ
- よい子の味方 〜新米保育士物語〜（日本テレビ、2003年）
- 天花（NHK総合、2004年）
- エンジン (テレビドラマ)
- 37.5℃の涙（2015年（平成27年）、TBS） - 病児保育士の話

### 漫画
- めぞん一刻（1980年（昭和55年）、ビッグコミックスピリッツ：小学館） - 主人公の浪人生が当時まだ珍しかった男性保育士になる
- 37.5℃の涙（2014年（平成26年）、FLOWER COMICS： 小学館） - 上記ドラマの原作
- LOVE SO LIFE（2008年（平成20年） - 2015年（平成27年）、ザ花とゆめ - 花とゆめ ： 白泉社） - 児童福祉施設で育った主人公の女子高校生がベビーシッターと施設に付帯する保育所でバイトしつつ物語終盤に念願の保育士になる。
- 赤ちゃんのホスト（2013年（平成25年） - 2016年（平成28年）、BE・LOVE：講談社） - 認可外の保育園で育ち、保育士の資格を取得した主人公がホストの経歴を持つ無資格の先代園長の息子と、出身の認可外保育園を運営していく
- ほいくの王さま（2015年 - 2016年、モーニング：講談社）
- ちいさいひと 青葉児童相談所物語